# Whitney Houston
Whitney Elizabeth Houston (IPA: [ˈwɪtni əˈlɪzəbəθ ˈ(h)justən]; Newark, 9 agosto 1963 – Beverly Hills, 11 febbraio 2012) è stata una cantante, attrice, modella, produttrice discografica, produttrice cinematografica e filantropa statunitense.
Conosciuta anche come The Voice, è ampiamente considerata una delle voci più talentuose e influenti nella storia della musica. 
Il successo riscosso negli anni ottanta le ha consentito di conquistare mercati musicali fino ad allora di fatto preclusi alle cantanti afroamericane. È la cantante con più dischi venduti negli anni ottanta e detiene 689 settimane di permanenza nella Billboard Hot 100, oltre a 1 012 settimane nella Billboard 200, risultando una delle presenze più durature nelle classifiche statunitensi. Con i suoi brani è stata per diversi anni costantemente in vetta alle classifiche internazionali, totalizzando 11 singoli numero uno nella classifica statunitense, nella quale detiene il record di sette singoli consecutivi alla posizione numero uno, battendo il record di sei appartenente ai Bee Gees.
Con oltre 220 milioni di album venduti, è annoverata fra gli artisti di maggior successo discografico, nonché la quarta donna per numero di vendite negli Stati Uniti, con oltre 124 milioni di copie certificate dalla RIAA. Tra gli altri record, detiene anche il primo posto nella classifica degli artisti afroamericani di maggior successo di sempre insieme a Michael Jackson, e nel 2006 il Guinness dei primati l'ha dichiarata "l'artista più premiata e famosa di tutti i tempi".
Nel 2006, Whitney è entrata nel Guinness dei primati per essere la donna più premiata nella storia della musica con un totale di circa 657 premi, tra cui sei Grammy Awards , due Emmy Awards, sedici Billboard Music Awards e ventidue American Music Award. Nel 2012 il Guinness dei primati ha citato nuovamente la cantante come la prima e unica artista ad avere dodici brani contemporaneamente nella Official Singles Chart, il che costituisce un altro primato. Whitney Houston è stata inserita alla 34ª posizione nella lista dei 100 migliori cantanti di tutti i tempi della rivista Rolling Stone, mentre sulla lista aggiornata nel 2023 è salita alla 2ª posizione. Nel 2020 è stata introdotta nella Rock and Roll Hall of Fame.
È morta l'11 febbraio 2012, all'età di 48 anni, in una stanza del Beverly Hilton Hotel a Beverly Hills. La causa del decesso è stata identificata come annegamento accidentale nella vasca da bagno, in seguito a un'eccessiva assunzione di droghe combinata all'aterosclerosi.

## Biografia

### L'infanzia
Nata il 9 agosto 1963 a Newark, nel New Jersey, da John Russell Houston Jr. ed Emily Drinkard (meglio conosciuta come Cissy Houston), e cresciuta a East Orange, ha due fratelli: Michael e Gary. Sua madre è da tempo cantante nel gruppo soul The Sweet Inspirations, gruppo che ha fatto tour e fornito le voci d'appoggio per Elvis Presley e Aretha Franklin, e ha inoltre fatto parte del gruppo gospel Drinkard Sisters, insieme alle sue nipoti, nonché cugine di Whitney, Dionne e Dee Dee Warwick. Whitney Houston ha trascorso parte della sua adolescenza frequentando i locali notturni dove cantava la madre e ogni tanto saliva sul palco a esibirsi con lei. Fin da bambina, all'età di nove anni, incominciò a cantare nel coro della New Hope Baptist Church fino a diventarne solista all'età di 11 anni.
In più, sempre quando Whitney aveva nove anni e il suo fratellastro Gary Garland, ex giocatore dell'NBA, ne aveva sette, come sostiene quest'ultimo, furono entrambi abusati sessualmente da parte della cugina Dee Dee Warwick; ciò è stato in seguito raccontato nel docu-film di Kevin Macdonald Whitney Houston - Stella senza cielo, presentato in concorso a Cannes nel 2018.

### 1977-1984: gli inizi come corista e modella
Nel 1977, all'età di 14 anni, è stata cantante di sostegno nel singolo della Michael Zager Band Life's a Party. Zager offrì successivamente alla giovane cantante un contratto discografico, ma Cissy non fu d'accordo, volendo che la figlia finisse prima la scuola. Nel 1978, all'età di 15 anni, cantò come voce di sottofondo nel singolo di Chaka Khan I'm Every Woman, canzone che in seguito sarebbe diventata un successo per il suo album, colonna sonora campione di vendite del film Guardia del corpo (1992). Nei primi anni ottanta iniziò a lavorare come modella dopo che un fotografo la vide cantare al Carnegie Hall con la madre. Considerate le sue evidenti abilità canore e artistiche, i suoi genitori decisero di avviare la sua carriera nel 1981, dopo il diploma. Scelsero quindi la Tara Productions, con la quale firmò. Apparve quindi come voce solista nell'album Paul Jabara and Friends di Paul Jabara, pubblicato dalla Columbia Records nel 1983, nel quale cantò Eternal love.
Contrattualizzata dalla Wilhelmina Models, apparve in Seventeen e divenne una delle prime donne afro-americane ad aggiudicarsi la copertina della rivista. Apparve inoltre, in copertina, nelle riviste Glamour, Cosmopolitan, Vogue, Miss Young e in uno spot TV della bibita Canada Dry. Mentre faceva la modella, continuò la sua nascente carriera discografica, periodo in cui aveva ricevuto numerose offerte di agenzie di registrazione, tra cui Michael Zager nel 1980 ed Elektra Records nel 1981, collaborando con i produttori Ben Dover, Bill Laswell e Martin Bisi su un album chiamato One Down, del gruppo Materials. Per questo progetto, contribuì alla ballata Memories. Nel 1983, il manager della Arista Clive Davis vide Whitney cantare e le offrì un contratto discografico in tutto il mondo, che Whitney firmò, e si impegnò nello sviluppo della sua carriera. Cantò come voce di supporto in album di Lou Rawls e Jermaine Jackson e registrò inizialmente il duetto Hold Me con Teddy Pendergrass, che apparve nel suo album, Love Language, singolo che fu realizzato nel 1984 e divenne una Top 5 hit R & B, costituendo un primo grande successo per la cantante. Inoltre, si mostrò per la prima volta in televisione nel 1983 al The Merv Griffin Show, cantando il brano Home di Diana Ross ed eseguendo un medley con la madre.

### 1985-2000: il successo planetario

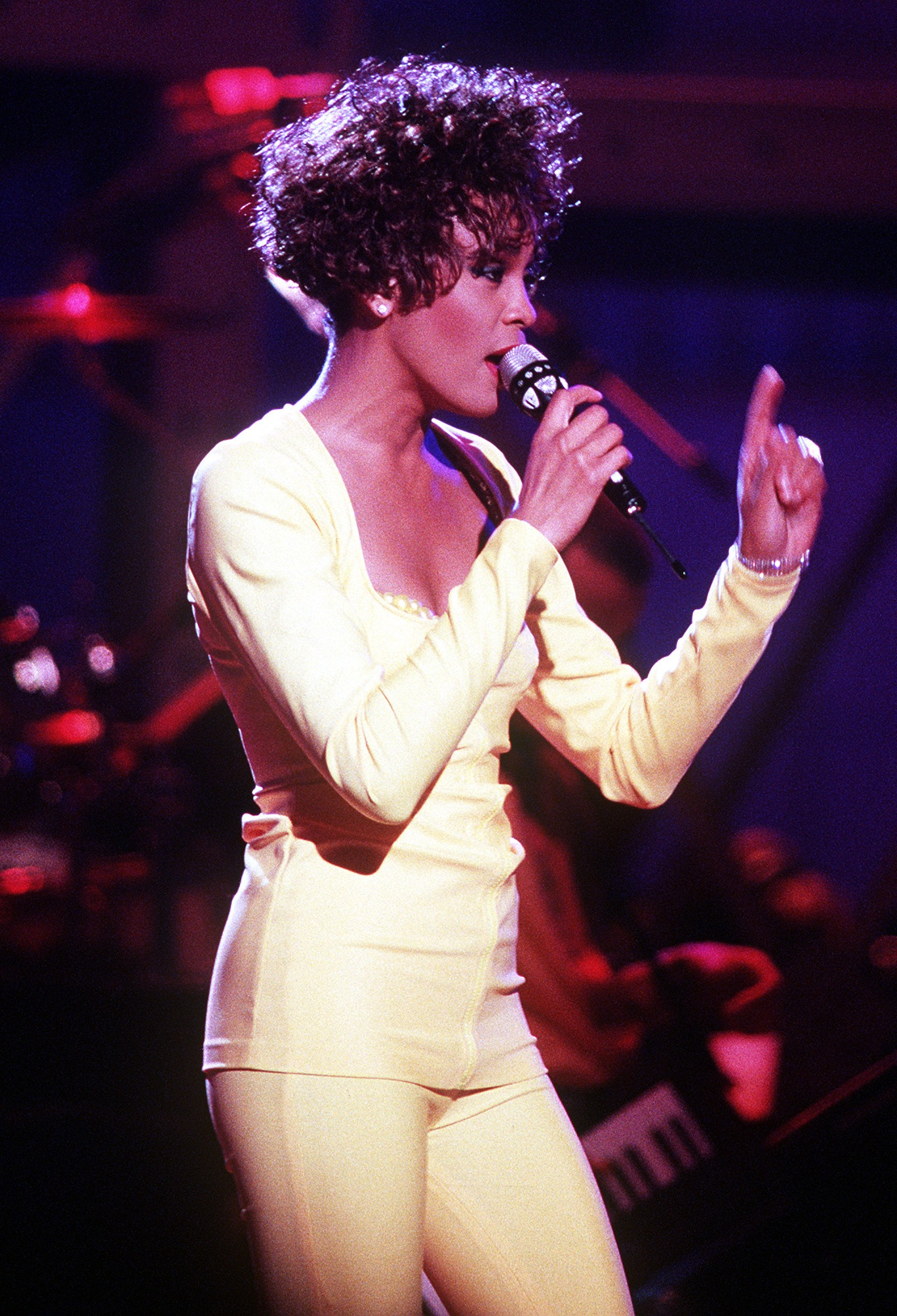
Whitney Houston nel 1991, durante il concerto Welcome Home Heroes with Whitney Houston, per le truppe statunitensi di ritorno dalla guerra del Golfo

Balzò alla notorietà musicale mondiale nel 1985, grazie al suo album d'esordio intitolato Whitney Houston (che contiene una reinterpretazione di Diana Ross del 1983, In Your Arms), l'album ebbe inizialmente una lenta risposta commerciale, ma iniziò a diventare popolare nell'estate del 1985, sino al raggiungimento della vetta sulla Billboard 200 permanendovi per 14 settimane non consecutive nel 1986 ed entrando nel Guinness dei primati come l'album più venduto di una cantante esordiente (oltre 30 milioni di copie). Il primo singolo della cantante è You Give Good Love, che, pubblicato nel 1985, giunge alla posizione n. 3 della Billboard Hot 100, costituendo il suo primo grande successo artistico. Di minor successo è All at Once, pubblicato solo in alcuni paesi europei; con questo brano si è esibita al Festival di Sanremo 1987, condotto da Pippo Baudo: al termine dell'esibizione il pubblico le tributò un'ovazione e le chiese il bis. I singoli successivi, ossia: Saving All My Love for You (che oggi conta più di 10 milioni di copie vendute), How Will I Know e Greatest Love of All (11 milioni di copie vendute fino a oggi), arrivarono tutti e tre alla n. 1 nella Billboard Hot 100 e di altri paesi nel mondo; in più, ricevette il suo primo Grammy Award grazie a Saving All My Love for You.
Due anni dopo, nel 1987, tornò con il suo secondo album Whitney, che entrò direttamente al numero 1 della classifica americana, permanendovi per 11 settimane  consecutive, diventando la prima artista femminile nella storia ad entrare direttamente in prima posizione nella classifica statunitense. Da questo album venne estratta la hit internazionale I Wanna Dance with Somebody (Who Loves Me) che divenne il singolo di maggior successo della cantante fino a quel momento con oltre 18 milioni di copie vendute, con la quale ricevette il suo secondo Grammy; i singoli estratti sono, oltre a quello precedentemente citato: Didn't We Almost Have It All, So Emotional e Where Do Broken Hearts Go, con i quali la Houston ha scalato i vertici delle classifiche mondiali e stabilito un record tuttora rimasto imbattuto: quello di sette singoli consecutivi alla n. 1 della Billboard Hot 100. Si ricordano, inoltre, Love Will Save the Day e la cover I Know Him So Well, in cui duetta con la madre. Nel 1988 incise One Moment in Time, inno delle Olimpiadi di Seul.
Nel 1990 uscì il terzo album I'm Your Baby Tonight, trascinato soprattutto dalla title track e da All the Man That I Need, che raggiunsero ambedue il n. 1 della classifica americana, mentre l'album arrivò "solo" alla posizione n. 3 della Billboard 200; l'anno successivo incise l'inno statunitense in un singolo e lo cantò alle truppe americane di ritorno dalla guerra del Golfo; la canzone raggiunse la top 10 americana. Sempre nel 1990, il cantautore romano Eros Ramazzotti scrisse e compose il duetto Amarti è l'immenso per me; la demo del brano venne registrata inizialmente da Antonella Bucci per poi essere spedita negli Stati Uniti a Whitney Houston. Ma la cantante dovette rifiutare la collaborazione con il cantante italiano, poiché legata a un contratto in esclusiva. Così la parte femminile del duetto venne assegnata alla stessa Antonella Bucci.
Nel 1992 esordisce al cinema, con il film Guardia del corpo, protagonista con Kevin Costner. Il brano colonna sonora, I Will Always Love You, cover di un pezzo di Dolly Parton, ottiene un enorme successo, diventando il brano più famoso della cantante nonché uno dei singoli più venduti di sempre, con oltre 25 milioni di copie vendute, rimanendo alla n. 1 negli Stati Uniti per 14 settimane consecutive e raggiungendo la vetta di circa 34 altri paesi. La colonna sonora del film diventa la più venduta di tutti i tempi, con oltre 50 milioni di copie in tutto il mondo. Di particolare risonanza sono anche i singoli I Have Nothing (che ha superato le 12 milioni di copie vendute nel mondo) e la cover di Chaka Khan, I'm Every Woman che raggiunsero la n. 4; visto il successo, nel 1994 vinse tre premi ai Grammy Awards, tra cui Record of the Year e Album of the Year, e ne fece incetta di molti altri presso le manifestazioni dei premi musicali più importanti a livello internazionale; I Have Nothing e Run to You ricevettero ciascuna una candidatura agli Oscar come migliore canzone originale. Partecipò alla cerimonia di chiusura dei mondiali di calcio USA 94.

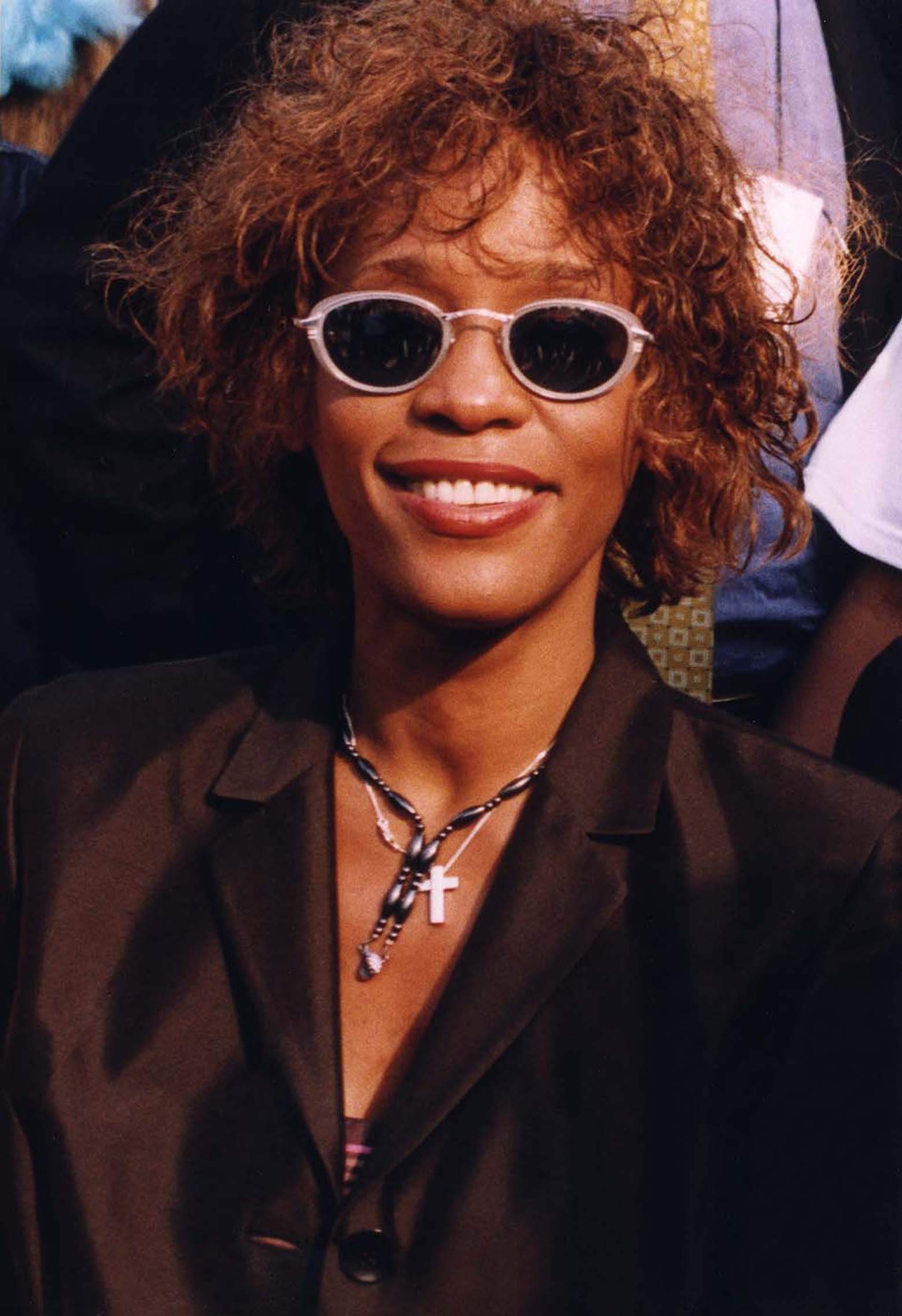
Whitney Houston nel 2000

Nel 1995 recitò in Donne e incise per la colonna sonora ben tre singoli, tra cui Exhale (Shoop Shoop), il quale risulta essere: il terzo singolo della storia statunitense a esordire alla prima posizione, l'ultima hit numero uno della cantante, il singolo rimasto più settimane alla seconda posizione negli USA e uno dei maggiori successi rhythm and blues dell'annata. La colonna sonora si avvalse della collaborazione di artiste quali Toni Braxton, Chaka Khan, Aretha Franklin, Patti LaBelle, Mary J. Blige e CeCe Winans, con la quale eseguì Count on Me. Nel 1996 partecipò a Uno sguardo dal cielo al fianco di Denzel Washington, interpretando tutti i brani della colonna sonora, che vendette oltre 10 milioni di copie e pertanto risultò essere l'album gospel di maggior successo nella storia della musica. Tra i singoli di quest'album, il più conosciuto è I Believe in You and Me, che raggiunse la posizione n. 4 della classifica americana; gli altri singoli estratti dalla colonna sonora sono Step by Step e My Heart Is Calling.
Whitney lanciò nel 1998 il suo quarto album, My Love Is Your Love, il quale ottenne un maggiore successo di vendite in Europa piuttosto che negli Stati Uniti, dove si fermò alla n. 13, il risultato più basso a livello di album nella sua carriera; L’album ha venduto oltre 15 milioni di copie nel mondo, e il singolo portante è la hit It's Not Right but It's Okay, si posizionò alla n. 4 della classifica statunitense, e vendette circa 10 milioni di copie in tutto il mondo e le fruttò il sesto e ultimo premio Grammy. Con Heartbreak Hotel, cantato insieme alle soulsister Faith Evans e Kelly Price, raggiunse la seconda posizione; sebbene I Learned from the Best non avesse riscosso particolare successo, riuscendo appena a entrare nella top 30, When You Believe, cantato in duetto con Mariah Carey, nel 1999 si aggiudicò l'Oscar come migliore canzone originale.
Nel 2000 uscì il primo Greatest Hits, doppio CD antologico contenente alcuni duetti inediti, ossia: If I Told You That con George Michael, Could I Have This Kiss Forever con Enrique Iglesias e Same Script, Different Cast con Deborah Cox. L'album vendette circa 15 milioni di copie nel mondo e risultò essere uno dei 20 album più venduti nella storia delle classifiche inglesi. In particolare, dopo la morte dell'artista nel febbraio 2012, l'album riscosse un notevole successo, entrando nelle top 10 di numerosi paesi e raggiungendo la seconda posizione nella classifica statunitense dei 200 album più venduti della settimana.

### 2002-2012: gli ultimi anni, il declino e il ritorno
Nel 2002 pubblicò Just Whitney, il quinto album di inediti, anticipato dal singolo Whatchulookinat e contenente brani quali One of Those Days e Try It on My Own.
Nel 2003 Whitney decise di lanciare un album natalizio, intitolato One Wish: The Holiday Album. Nel disco è presente anche un duetto tra l'artista e sua figlia. Tuttavia, questi ultimi due dischi non raggiunsero il successo ottenuto negli anni ottanta e novanta.
Dal 2004 al 2006 la carriera artistica di Whitney subì un arresto a causa di gravi problemi familiari, problemi che videro una soluzione solo nel settembre del 2006, quando Whitney divorziò dal marito Bobby Brown. Domenica 19 febbraio 2006 si esibì in Medals Plaza, in piazza Castello a Torino, durante una tormenta di neve, per i XX Giochi Olimpici Invernali.
Nel 2007 Whitney tornò alla musica firmando un contratto con il suo discografico di sempre, Clive Davis, e nel dicembre dello stesso anno si esibì in concerto durante la manifestazione Live&Loud 2007, a Kuala Lumpur. Successivi concerti si sono svolti a Tobago, in Marocco e in Kazakistan. Il 7 febbraio Whitney si esibì alla serata di gala che anticipava i Grammy ovvero il Pre-Grammy Party, organizzata dal suo mentore e produttore Clive Davis. Proprio a lui dedicò la performance composta da quattro dei suoi maggiori successi ovvero: I Will Always Love You, I Believe in You and Me, It's Not Right but It's Okay e I'm Every Woman. Clive Davis annunciò che Whitney era pronta a ritornare sulle scene e ha registrato una canzone scritta dal marito cantante R. Kelly dal titolo I Look to You e che la settimana seguente ai Grammy entrerà in studio con David Foster per registrare la canzone I Didn't Know My Own Strength scritta da Diane Warren.
L'8 febbraio Whitney fece una apparizione ai Grammy. La cantante, dopo aver ricevuto una standing ovation consegnò il premio come Miglior Album R&B a un'emozionata Jennifer Hudson. Il 9 febbraio Whitney fu ai BET Honors per presentare un premio speciale a Tyler Perry. Il 17 aprile Diane Warren rivelò alla rivista Vibe Magazine di aver scritto I Didn't Know My Own Strength per Whitney.

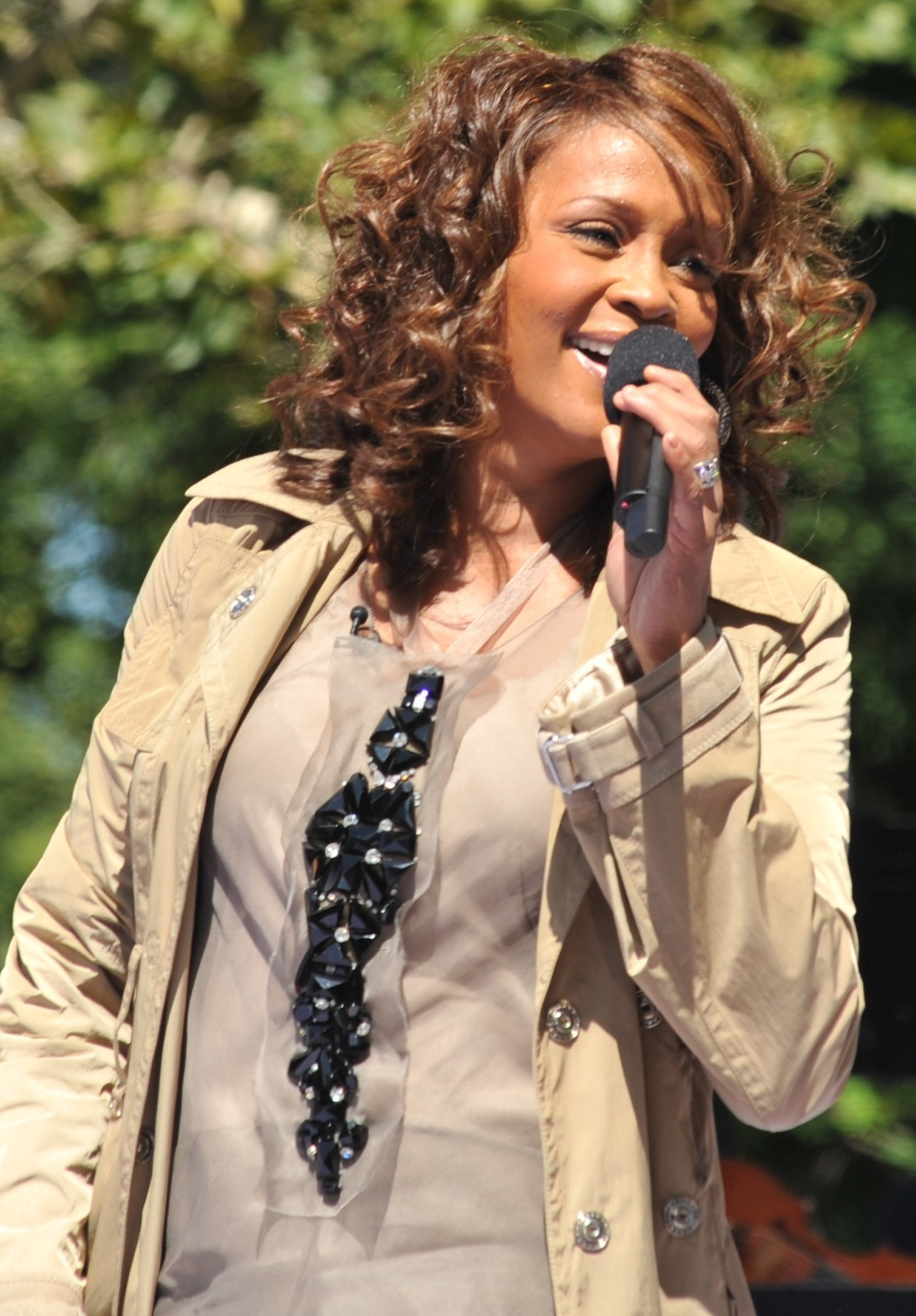
Whitney Houston nel 2009

Il 4 giugno il sito web di Whitney annunciò l'uscita del settimo album dell'artista il 31 agosto 2009. L'8 agosto il sito di informazione musicale Music Link annunciò che Whitney avrebbe firmato un contratto con l'AEG, uno dei colossi dell'industria dell'intrattenimento americana, la cui preoccupazione urgente era riempire il maggior numero possibile di date lasciate scoperte da Michael Jackson a Londra.
Il 28 agosto venne pubblicato in Italia e in Germania, a distanza di sette anni dall'ultimo lavoro discografico, I Look to You. Il 1º settembre Whitney si esibì a New York, su un palco allestito al Central Park, cantando dal vivo due hit del passato I'm Every Woman e My Love Is Your Love e i due nuovi singoli Million Dollar Bill e I Look to You. Il concerto, registrato dal programma americano Good Morning America è stato mandato in onda il giorno seguente, il 2 settembre.
Il 7 settembre, dopo appena una settimana dall'uscita, I Look to You si posizionò al numero 1 nella classifica italiana FIMI degli album più venduti. Il 21 ottobre Whitney partecipò alla versione italiana di X Factor, esibendosi in Million Dollar Bill. Al termine dell'esibizione la cantante ricevette il disco d'oro per aver superato la soglia di 35 000 copie vendute in Italia con l'album I Look to You. Whitney intraprese un tour mondiale che prevedeva anche due tappe in Italia, a maggio.
Il 22 novembre Whitney si esibì agli American Music Awards cantando I Didn't Know My Own Strength e ricevendo il "Premio Internazionale per l'Eccellenza". Il 2 dicembre I Look to You è stato certificato disco di platino dalla RIAA per aver venduto più di 1 milione di copie negli Stati Uniti, e in Italia il 20 dicembre è stato certificato dalla FIMI disco di platino per aver venduto più di 70 000 copie.
Nel gennaio 2010, Whitney Houston è stata candidata a due NAACP Image Awards nelle categorie "Best Female Artist" e "Best Music Video", vincendo in quest'ultima con il video musicale del singolo I Look to You. L'artista ha inoltre ricevuto una candidatura agli Echo Awards, la versione tedesca dei Grammy, nella categoria "Best International Artist". Il 26 gennaio l'Arista Records pubblicò Whitney Houston: The Deluxe Edition per celebrare il 25º anniversario dell'album di esordio della cantante. Questa edizione comprende tutte le canzoni dell'album originale completamente rimasterizzate, interviste, spettacoli dal vivo, video promozionali, remix e molto altro.

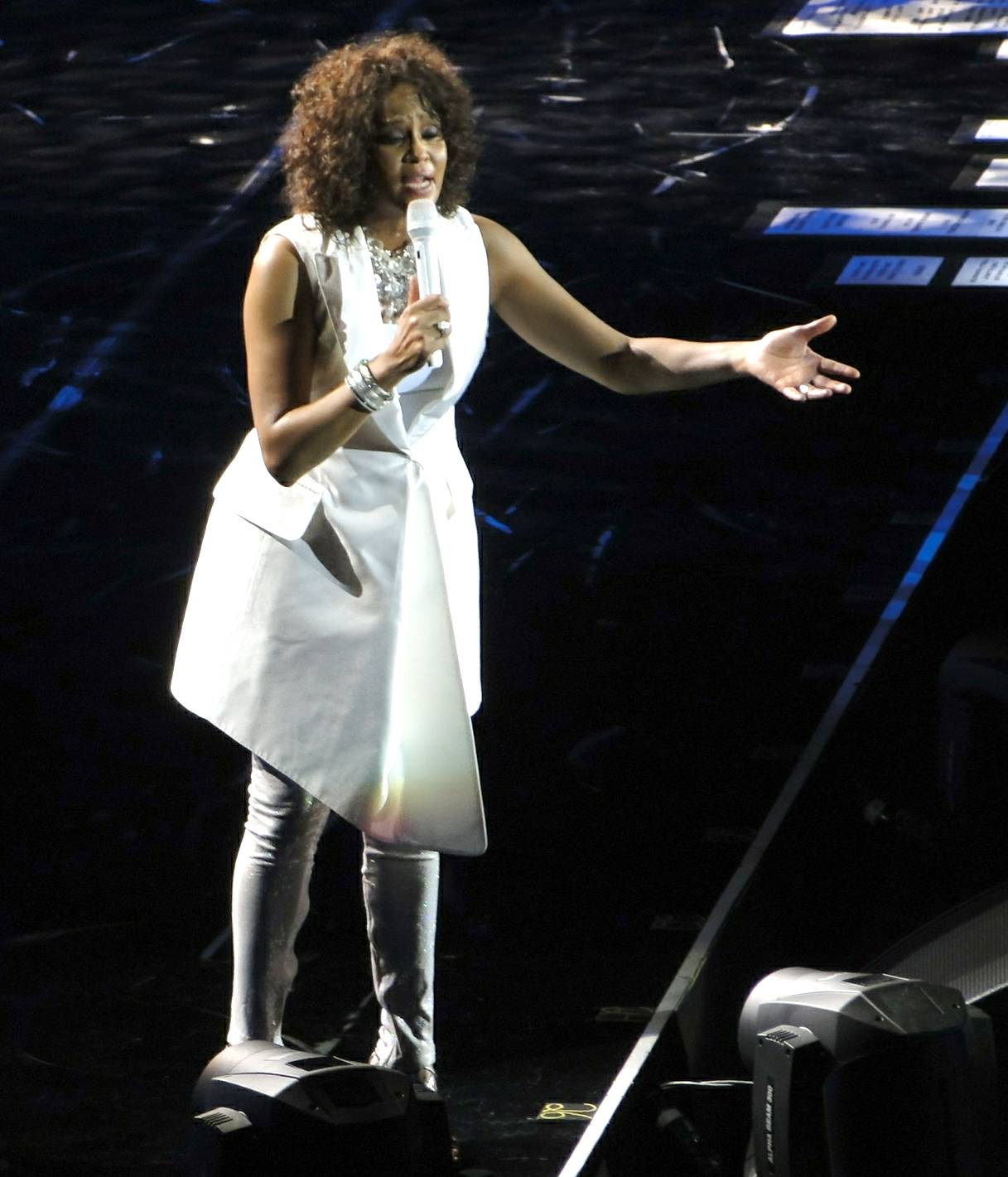
Whitney Houston nel 2010 durante il suo ultimo tour, Nothing but Love World Tour

Il 1º febbraio Whitney ha ricevuto l'"Entertainer Honor Award" ai Bet Honors. Durante la serata, la cantante gospel Kim Burrell ha reso omaggio a Whitney esibendosi in I Believe in You and Me, seguita da Jennifer Hudson, che invece ha cantato I Will Always Love You. Il 6 febbraio Whitney ha incominciato a Seul in Corea del Sud il Nothing But Love World Tour, primo tour mondiale in undici anni. La tournée ha visto la cantante esibirsi in molti paesi del mondo, tra cui Giappone, Australia, Nuova Zelanda, Francia, Italia, Germania, Finlandia, Inghilterra e si è concluso il 17 giugno a Manchester.
Il 30 gennaio Whitney si è esibita al BET Celebration of Gospel 2011 con il brano I Look to You, duettando con la cantante Kim Burrell. Nell'autunno del 2011 girò la sua ultima pellicola cinematografica Sparkle - La luce del successo, diretta da Salim Akil, ispirata alla storia delle Supremes. L'uscita nelle sale avvenne nell'agosto 2012.
Il 9 febbraio 2012, la cantante fece visita a Brandy Norwood e Monica insieme a Clive Davis per prendere parte a una serata organizzata a margine dei Grammy Awards al Beverly Hilton Hotel di Beverly Hills. Lo stesso giorno, la Houston fece la sua ultima apparizione in pubblico a Hollywood, eseguendo il brano Jesus Loves Me in duetto con Kelly Price.

### La morte

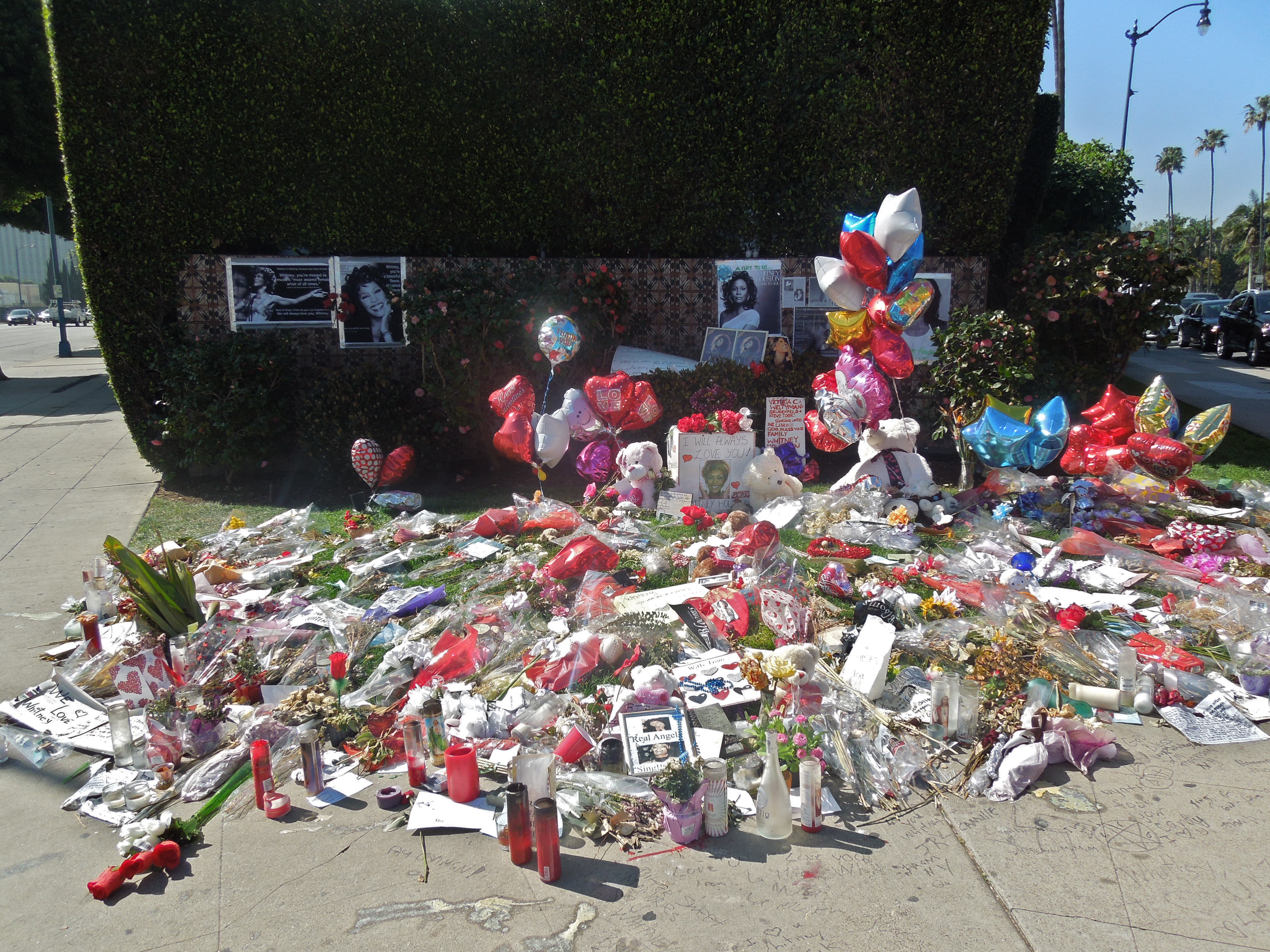
Omaggi dei fan di Whitney Houston davanti al Beverly Hilton Hotel

Alle 15:43 dell'11 febbraio 2012 Houston venne rinvenuta esanime sott'acqua dalla sua assistente, nella vasca da bagno della Suite 434 del Beverly Hilton Hotel a Beverly Hills, dove alloggiava in vista della sua partecipazione come ospite ai Grammy Awards. Polizia e paramedici giunsero sul posto in due minuti e praticarono all'artista la rianimazione cardiopolmonare per dieci minuti, ma senza ottenere risultati, dichiarandola morta alle 15:55 all'età di 48 anni. La polizia escluse fin da subito le ipotesi di omicidio e suicidio.
Il 22 marzo 2012, il dipartimento di medicina di Los Angeles dichiarò che la causa della morte fu dovuta a un collasso cardiaco causato probabilmente dal noto e prolungato abuso di droga, farmaci e alcol, tra cui un eccessivo consumo di cocaina e marijuana. L'esame tossicologico evidenziò poi la presenza nel suo corpo di difenidramina, alprazolam, cannabis e vari farmaci antidepressivi, che comunque "non hanno contribuito alla morte", archiviata come "accidentale". Anni dopo, invece, si è formulata l'ipotesi di "annegamento", poiché la Houston era completamente sott'acqua, dovuto a un possibile infarto causato dai farmaci.

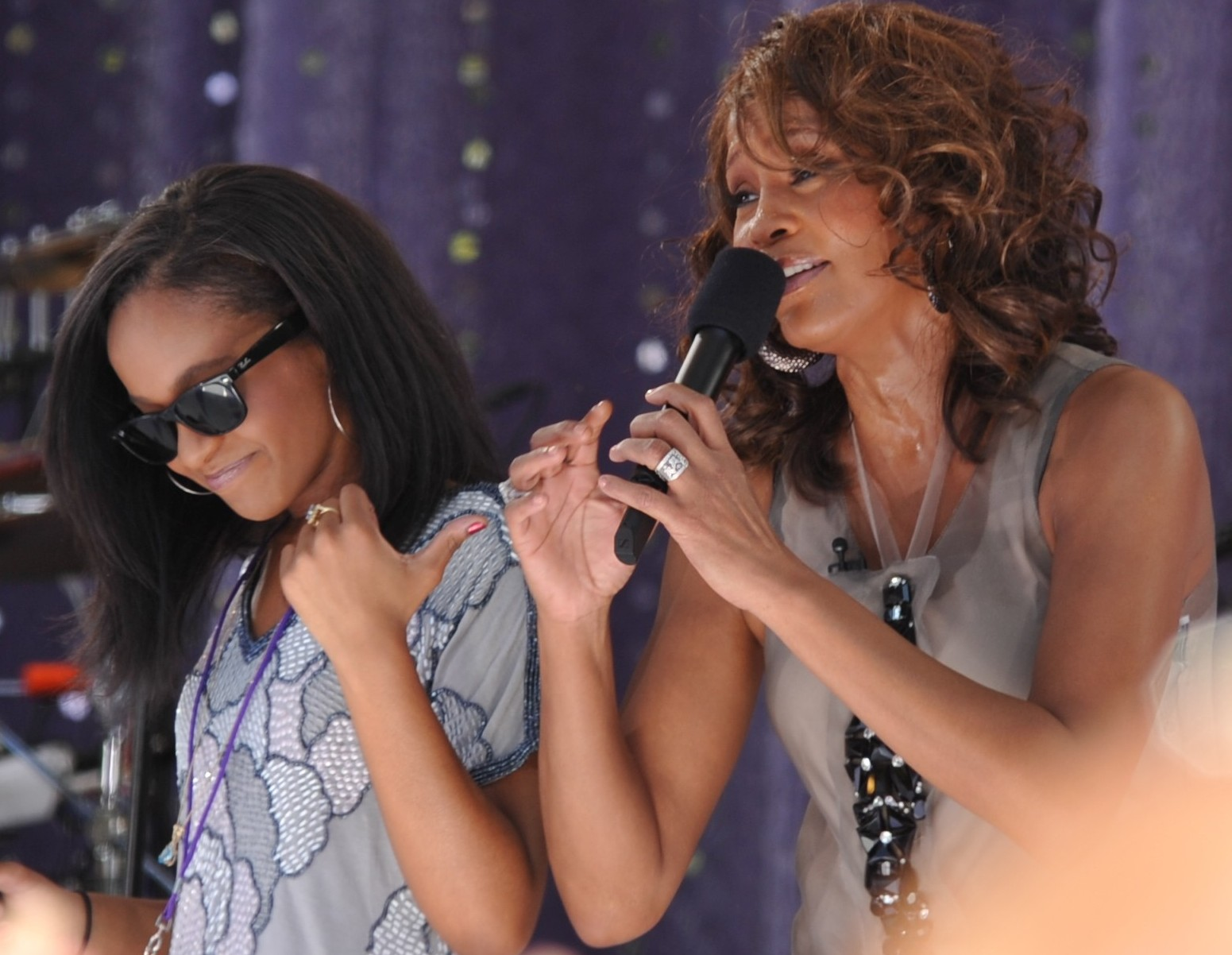
Whitney Houston con la figlia Bobbi Kristina

Il 18 febbraio 2012 sono stati celebrati i suoi funerali nella chiesa battista di Newark, in New Jersey, dove l'artista aveva incominciato a cantare nel coro gospel, alla presenza di circa 1 500 persone, tra cui molte star dello spettacolo: Kevin Costner, che l'ha ricordata in un discorso, Elton John, Alicia Keys, Stevie Wonder, Mary J. Blige, Roberta Flack, Mariah Carey, Chaka Khan, Brandy, Beyoncé, Oprah Winfrey e la cugina di Whitney, Dionne Warwick. In chiesa c'era anche Jesse Jackson, mentre Aretha Franklin fu costretta a rinunciare per problemi di salute.
Tra gli invitati vi era anche l'ex marito della cantante, Bobby Brown, che però decise di abbandonare in anticipo la cerimonia per il troppo dolore. Whitney Houston venne sepolta nel cimitero di Westfield, nel New Jersey, a fianco del padre John Russell Houston, morto nel 2003.

#### La riapertura del caso
Alla fine del dicembre 2012 venne riaperto il caso sulla morte della cantante, quando un investigatore privato rese pubblica la sua teoria secondo cui ella sarebbe stata assassinata da due uomini per debiti di droga.

## Vita privata
(Whitney Houston intervistata da Diane Sawyer, Primetime, ABC, 4 dicembre 2002)
Dal 1980, Whitney Houston è stata legata sentimentalmente a Robyn Crawford, conosciuta nel campus a East Orange, nel New Jersey. La relazione tra le due fu interrotta per i timori di ripercussioni nella carriera della Houston e le pressioni da parte della famiglia, ma Whitney volle Robyn come sua assistente artistica. Nel corso degli anni ottanta, la Houston è stata inoltre legata al giocatore di football americano Randall Cunningham e all'attore Eddie Murphy.
Nel 1989, ai Soul Train Music Awards, Whitney conobbe il cantante R&B Bobby Brown, che poi sposerà nel 1992, nonostante il dissenso di familiari e amici (visti i precedenti giudiziari di Bobby Brown e i tre figli che egli già aveva avuto da tre donne diverse, mentre la Houston conservava ancora l'immagine pubblica di ragazza morigerata). Dopo un aborto spontaneo, avvenuto durante le riprese del film Guardia del corpo, il 4 marzo 1993 nacque l'unica figlia della coppia, Bobbi Kristina Brown.
Negli anni novanta Bobby continuò ad avere problemi con la legge per molestie sessuali, guida in stato di ebbrezza e lesioni; tempo dopo, cominciarono le prime indiscrezioni sull'uso di droga da parte di Whitney. Nel 2003, durante un litigio, Bobby picchiò la moglie; la polizia dovette usare lo shock elettrico per fermarlo e poi arrestarlo. Dopo vari scandali per infedeltà, arresti per droga e alcol e problemi con il marito, nel 2006 Whitney si separò da Bobby per disintossicarsi due volte. Infine, chiese il divorzio e le venne affidata la custodia della figlia. Bobby contestò però il divorzio in un documento in cui dichiarò anche di essere senza fissa dimora e depresso, ma non si presentò poi all'udienza fissata; persino i suoi avvocati, a quel punto, rinunciarono al mandato e lo abbandonarono.

### I problemi di droga
Mentre negli anni ottanta e nei primi anni novanta Whitney rivendicava l'immagine di "brava ragazza" tutta chiesa e lavoro, a fine anni novanta ci fu un cambiamento nel suo modo di comportarsi; arrivava con ore di ritardo alle interviste e cancellava all'ultimo momento concerti e apparizioni TV. Come conseguenza del fatto che molti suoi concerti vennero cancellati e che la cantante avesse perso molti chili, si iniziò a parlare di un uso di droghe che Whitney avrebbe fatto assieme al marito.
Sempre nel 2000, Whitney avrebbe dovuto esibirsi con Clive Davis, in una serata per l'ingresso nella Rock & Roll Hall of Fame dell'uomo che l'aveva lanciata come cantante; tuttavia Whitney cancellò l'esibizione dieci minuti prima dell'inizio dello spettacolo. Lo stesso anno avrebbe dovuto esibirsi anche alla notte degli Oscar, ma venne licenziata dal regista dello show, che era un suo vecchio amico. L'agente di Whitney ne indicò la causa in un mal di gola, ma Steve Pond dichiarò poi, in un suo libro, che "La Houston non era in grado di cantare, era distratta e non interessata" e che, al momento d'incominciare Over the Rainbow, la cantante attaccò con un altro brano. Successivamente, anche la Houston ammise di essere stata licenziata.
L'anno seguente, Whitney fece un'apparizione nello show per i trent'anni di carriera di Michael Jackson, destando impressione per la sua magrezza; l'esibizione rafforzò i sospetti di uso di droga, anoressia e bulimia, ma il suo agente la difese ancora: "Whitney è sotto stress per motivi familiari e, quando è sotto stress, non mangia". Senza dare spiegazioni, Whitney cancellò anche il concerto della sera seguente. Nel 2002, in un'intervista, Diane Sawyer chiese a Whitney di commentare la foto della sua esibizione per Michael Jackson: "È una foto venuta male", disse lei. Quanto ai pettegolezzi sul suo uso di droga rispose: "Chiariamo una cosa: il crack è economico e io ho guadagnato troppo per fumare crack. Chiariamolo, OK? Non usiamo il crack, non lo facciamo". Whitney ammise invece di fare uso di varie sostanze e di partecipare a festini; quando le venne chiesto, con Brown al suo fianco, se Brown l'avesse mai picchiata, rispose arrabbiata: "No, non mi ha mai picchiata. Io l'ho picchiato in un momento di rabbia".
Nel 2004 Whitney entrò in un programma di riabilitazione dalla droga, ma l'anno dopo apparve nel reality televisivo di Brown, nel quale venne messa in bella mostra la vita disordinata che conduceva la coppia; nel 2005 rientrò nella stessa clinica di riabilitazione e completò con successo il programma.

### La causa con il padre
Nel 2002 Whitney è stata coinvolta in una causa legale con il padre e manager, John Houston, per 100 milioni di dollari: egli affermò che la figlia non gli avesse pagato quanto dovuto per averla aiutata nella sua carriera e nelle controversie degli ultimi anni. Entrambi apparvero in TV, sostenendo le proprie posizioni. John Houston morì nel 2003; la sentenza è stata emessa nel 2004, a favore di Whitney, in quanto l'erede legale della società di John Houston non riuscì a prendere parte alle udienze per le indagini preliminari. Alla sua morte, John Houston aveva divorziato dalla madre di Whitney da più di vent'anni.

### La morte della figlia
Il 31 gennaio 2015 la figlia Bobbi Kristina è stata rinvenuta priva di sensi nella sua casa ad Alpharetta (Georgia), anch'ella immersa nell'acqua della vasca da bagno. Trasportata al North Fulton Hospital di Roswell, è stata indotta al coma dopo che i medici avevano stabilito che la sua attività cerebrale era «significativamente diminuita». Dopo quasi sei mesi di degenza senza mai riprendere conoscenza, Bobbi Kristina è morta il 26 luglio 2015 all'età di 22 anni presso una clinica di Duluth. È stata sepolta a Westfield accanto alla madre e al nonno materno John.
Gli esami autoptici hanno determinato che il collasso della giovane è stato causato dall'assunzione di varie sostanze quali marijuana, etanolo, benzoilecgonina (metabolita della cocaina), benzodiazepine e morfina, le quali però non hanno contribuito al decesso; infatti, ulteriori indagini hanno stabilito che la morte è stata causata da una polmonite lobare.

### I documentari
Nel 2017 Nick Broomfield ha raccontato la vita della cantante nel docufilm intitolato Whitney Houston - Una voce dal cielo, distribuito in Italia come evento speciale da Eagle Pictures. L'anno successivo il regista Kevin MacDonald realizzò un film biografico sulla vita della star, intitolato Whitney Houston - Stella senza cielo, ricco di rivelazioni sulla sua vita, tra cui le molestie subite da bambina da parte di sua cugina e i molteplici problemi che affliggevano la sua famiglia.

## Stile e influenze musicali
Nonostante la sua naturale attitudine per il soul e per il gospel, Whitney, nel corso della sua carriera, ha sperimentato con successo diversi generi musicali, tra cui rhythm and blues, pop, dance, ballad, country, urban, funk, hip hop e ha influenzato generazioni di cantanti più giovani, che hanno tratto da lei ispirazione; tra di esse si distinguono Ava Max, Ariana Grande, Nicole Scherzinger, Céline Dion, Mariah Carey (queste ultime due insieme a Whitney fanno parte della cosiddetta "Trinità vocale"), Christina Aguilera, Beyoncé, Rihanna, Toni Braxton, Kelly Clarkson, Britney Spears, Lady Gaga, Jessica Simpson, Alicia Keys, Leona Lewis, Giorgia, Karima Ammar, Kelly Rowland, Pink, Mary J. Blige, Lara Fabian, Charice e altri ancora; le artiste da cui ha tratto maggiormente ispirazione sono: la cugina Dionne Warwick, Aretha Franklin, Chaka Khan, Gladys Knight, Roberta Flack, Lena Horne e la madre Cissy Houston.

## Voce e timbro
La voce di Whitney Houston è considerata una delle più talentuose e influenti mai esistite. Secondo Linda Lister in Divafication: The Deification of Modern Female Pop Stars, è stata descritta come una "Regina del Pop" regnante, per la sua influenza sull'industria discografica negli anni '90, insieme ad altre intrattenitrici femminili, tra cui Céline Dion e Mariah Carey. Nelle "22 Greatest Voices in Music" di Blender Magazine e MTV, è stata classificata al terzo posto, ed è stata classificata, anche nella lista di Cover Magazine, al sesto posto dei "100 migliori cantanti pop". Whitney possedeva un timbro da soprano lirico-spinto con un intervallo di oltre quattro ottave, da A2 ad A6.

## Filantropia
Whitney Houston è stata una sostenitrice di numerosi enti di beneficenza in tutto il mondo.
Nel 1989 ha fondato la Whitney Houston Foundation for Children. Ha offerto assistenza medica ai bambini malati e senzatetto, ha combattuto per prevenire gli abusi sui minori, ha insegnato ai bambini a leggere, ha creato parchi e parchi giochi nei centri urbani e ha concesso borse di studio universitarie, inclusa una alla Juilliard School.
In un concerto al Madison Square Garden del 1988, Houston ha raccolto più di 250 000 dollari per lo United Negro College Fund (UNCF).
Houston ha donato tutti i guadagni della sua performance del Super Bowl XXV del 1991 delle vendite di "The Star Spangled Banner" ai militari della guerra del Golfo e alle loro famiglie. L'etichetta discografica ha seguito l'esempio e di conseguenza è stata votata nel Consiglio di amministrazione della Croce Rossa americana.
Dopo gli attacchi terroristici nel 2001, Houston ha ripubblicato "The Star Spangled Banner" per sostenere il New York Firefighters 9/11 Disaster Relief Fund e il New York Fraternal Order of Police. Ha rinunciato ai suoi diritti d'autore sulla canzone, che ha raggiunto il numero uno delle classifiche nell'ottobre 2001 e ha raccolto più di 1 milione di dollari.
Whitney si rifiutò di esibirsi nell'era dell'apartheid in Sudafrica negli anni ottanta. La sua partecipazione all'esibizione del Freedomfest del 1988 a Londra (per un Nelson Mandela allora imprigionato) attirò l'attenzione di altri musicisti e dei media.

## Record, primati e riconoscimenti
- Whitney è nel Guinness dei primati per essere la donna più premiata nella storia della musica con un totale di circa 657 premi, tra cui sei Grammy Awards, due Emmy Awards, sedici Billboard Music Awards, ventidue American Music Awards;
- È l'unica donna ad aver piazzato sette singoli consecutivi al primo posto nella Billboard Hot 100;
- Con sette hit consecutive al primo posto e due album consecutivi multi-platino e al primo posto, risulta l'artista femminile di maggior successo in termini di vendite degli anni ottanta, record condiviso con Madonna;
- È l'unica donna ad aver piazzato tre album in contemporanea nella top ten della Billboard 200 per due settimane consecutive;
- L'album The Bodyguard: Original Soundtrack Album, con oltre 50 milioni di copie vendute,[59]  risulta essere la colonna sonora di maggior successo di tutti i tempi e il terzo album più venduto della storia, avendo ricevuto diciotto dischi di platino nei soli Stati Uniti;
- Il singolo I Will Always Love You è uno dei singoli di maggior successo nella storia della musica ed è la hit numero uno consecutiva più longeva di sempre mai cantata da una solista femminile (quattordici settimane al primo posto);
- Il suo album The Preacher's Wife: Original Soundtrack Album, con oltre dieci milioni di copie vendute è l'album gospel di maggior successo della storia, essendo rimasto al primo posto della Billboard Top Gospel Albums Chart per ben ventisei settimane;
- È l'unica artista femminile ad aver vinto ben otto American Music Award in un anno solo ed è la prima artista femminile ad aver vinto cinque World Music Awards in una sola edizione del premio, record condiviso con Lady Gaga;
- L'album Whitney Houston risulta essere quello di maggior successo per un'artista femminile all'esordio;
- Il secondo album Whitney è il primo femminile ad aver esordito al primo posto;
- Le settimane dei suoi album al primo posto sono 46, ancora oggi il massimo per un'artista femminile;
- Il singolo Exhale (Shoop Shoop) è la hit che per più settimane consecutive (undici) è rimasta al secondo posto;
- The Bodyguard: Original Soundtrack Album è l'unico album-colonna sonora ad aver superato il milione di copie in una sola settimana;
- Con oltre 630 000 copie vendute in una sola settimana, I Will Always Love You è il singolo ad aver venduto di più in una singola settimana;
- La sua versione dell'inno americano The Star Spangled Banner è la prima e unica a essere stata certificata con il disco di platino con oltre il milione di copie vendute e a essere entrata nella top 10 della Billboard Hot 100;
- È l'artista femminile ad aver firmato (nel 2001) il contratto discografico più costoso della storia, di 100 milioni di dollari;
- È l'artista ad avere avuto più singoli simultaneamente nell'UK chart, precisamente dodici.

## Discografia

### Album in studio
- 1985 - Whitney Houston
- 1987 - Whitney
- 1990 - I'm Your Baby Tonight
- 1998 - My Love Is Your Love
- 2002 - Just Whitney
- 2003 - One Wish: The Holiday Album
- 2009 - I Look to You

### Colonne sonore
- 1992 - The Bodyguard: Original Soundtrack Album
- 1995 - Waiting to Exhale: Original Soundtrack Album
- 1996 - The Preacher's Wife: Original Soundtrack Album
- 1998 - When You Believe: The Prince of Egypt Soundtrack
- 2012 - Sparkle: Original Motion Picture Soundtrack (postumo)
- 2017 - I Wish You Love: More from The Bodyguard (postumo)

### Raccolte
- 2000 - Whitney: The Greatest Hits
- 2001 - Love, Whitney
- 2007 - The Ultimate Collection (Whitney Houston)
- 2011 - The Essential Whitney Houston
- 2011 - Whitney Houston All Time Best: Reclam Musik Edition
- 2012 - I Will Always Love You: The Best of Whitney Houston (postuma)
- 2023 - I Go to the Rock: The Gospel Music of Whitney Houston (postuma)

### Album live
- 2014 - Live: Her Greatest Performances (postumo)
- 2024 - The Concert For a New South Africa (postumo)

## Tournée
- 1986 – The Greatest Love World Tour
- 1987/88 – Moment of Truth World Tour
- 1990 – Feel So Right Japan Tour
- 1991 – I'm Your Baby Tonight World Tour
- 1993/94 – The Bodyguard World Tour
- 1997 – The Pacific Rim Tour
- 1998 – The European Tour
- 1999 – My Love Is Your Love World Tour
- 2004 – Soul Divas Tour (con Dionne Warwick e Natalie Cole)
- 2010 – Nothing but Love World Tour

### Concerti televisivi
- 1988 - Nelson Mandela 70th Birthday Tribute (partecipazione)
- 1991 - Welcome Home Heroes with Whitney Houston
- 1994 - Whitney: The Concert for a New South Africa
- 1997 - Classic Whitney: Live from Washington, D.C.
- 1999 - Divas Live '99
- 2001 - Michael Jackson: 30th Anniversary Special (partecipazione)

## Videografia
La videografia della cantante statunitense Whitney Houston comprende cinquantacinque video musicali, quattro album compilation e un video tour.

## Filmografia

### Attrice
- La piccola grande Nell (Gimme a Break!) – serie TV, episodio 3x20 (1984)
- Così gira il mondo (As the World Turns) – serie TV, episodio 5080 (1984)
- Il mio amico Ricky (Silver Spoons) – serie TV, episodio 4x1 (1985)
- Guardia del corpo (The Bodyguard), regia di Mick Jackson (1992)
- Donne (Waiting to Exhale), regia di Forest Whitaker (1995)
- Uno sguardo dal cielo (The Preacher's Wife), regia di Penny Marshall (1996)
- The Wonderful World of Disney, episodio Cenerentola (Rodgers and Hammerstein's Cinderella), regia di Robert Iscove – serie di film TV (1997)
- Sparkle - La luce del successo (Sparkle), regia di Salim Akil (2012) (postumo)

### Produttrice
- Pretty Princess (The Princess Diaries), regia di Garry Marshall (2001)
- Una canzone per le Cheetah Girls (The Cheetah Girls), regia di Oz Scott – film TV (2003)
- Principe azzurro cercasi (The Princess Diaries 2: Royal Engagement), regia di Garry Marshall (2004)
- Cheetah Girls 2 (The Cheetah Girls 2), regia di Kenny Ortega – film TV (2006)

### Film dedicati a Whitney Houston
- Whitney, regia di Angela Bassett (2015)
- Whitney - Una voce diventata leggenda (I Wanna Dance with Somebody), regia di Kasi Lemmons (2022)

### Film documentari su Whitney Houston
- Whitney Houston - Una voce dal cielo (Whitney: Can I Be Me), regia di Rudi Dolezal e Nick Broomfield (2017)
- Whitney Houston - Stella senza cielo (Whitney), regia di Kevin Macdonald (2018)

## Doppiatrici italiane
Nelle versioni in italiano dei suoi film, Whitney Houston è stata doppiata da:
- Emanuela Rossi in Uno sguardo dal cielo, Cenerentola
- Cristina Boraschi in Guardia del corpo
- Laura Boccanera in Donne - Waiting to Exhale
- Roberta Greganti in Sparkle - La luce del successo
- Chiara Gioncardi in Whitney Houston - Una voce dal cielo, Whitney Houston - Stella senza cielo